# AND (サカノウエヨースケのアルバム)
『AND』（アンド）は、サカノウエヨースケの3枚目のスタジオ・アルバム。2012年6月20日にDESTINY LABELよりリリース。規格品番：DFA-003。

## 解説
ミニ・アルバムの前作『THE POPS』より約1年ぶりのリリース。同年5月30日よりMusic.jpにて収録曲「あすなろ」が着うた先行独占配信された。
『CALL』より8年ぶりのフル・アルバムとなる本作。先行配信シングル「ダレトモ」、GAKU-MCがゲスト・ラップで参加した「スーパーノヴァ」を含む全10曲。

## 収録曲
全作詞・作曲：サカノウエヨースケ
1. ダレトモ
  - WILLCOM沖縄2012春CMソング
2. マイガール
3. あすなろ
4. 人間爆発ビートがどーん
5. HOPE
6. スーパーノヴァ feat.GAKU-MC
7. ライスシャワー
8. SKY HIGH
9. 猫のあくびが聞こえるよ
10. I LOVE U BABY